# Oissy

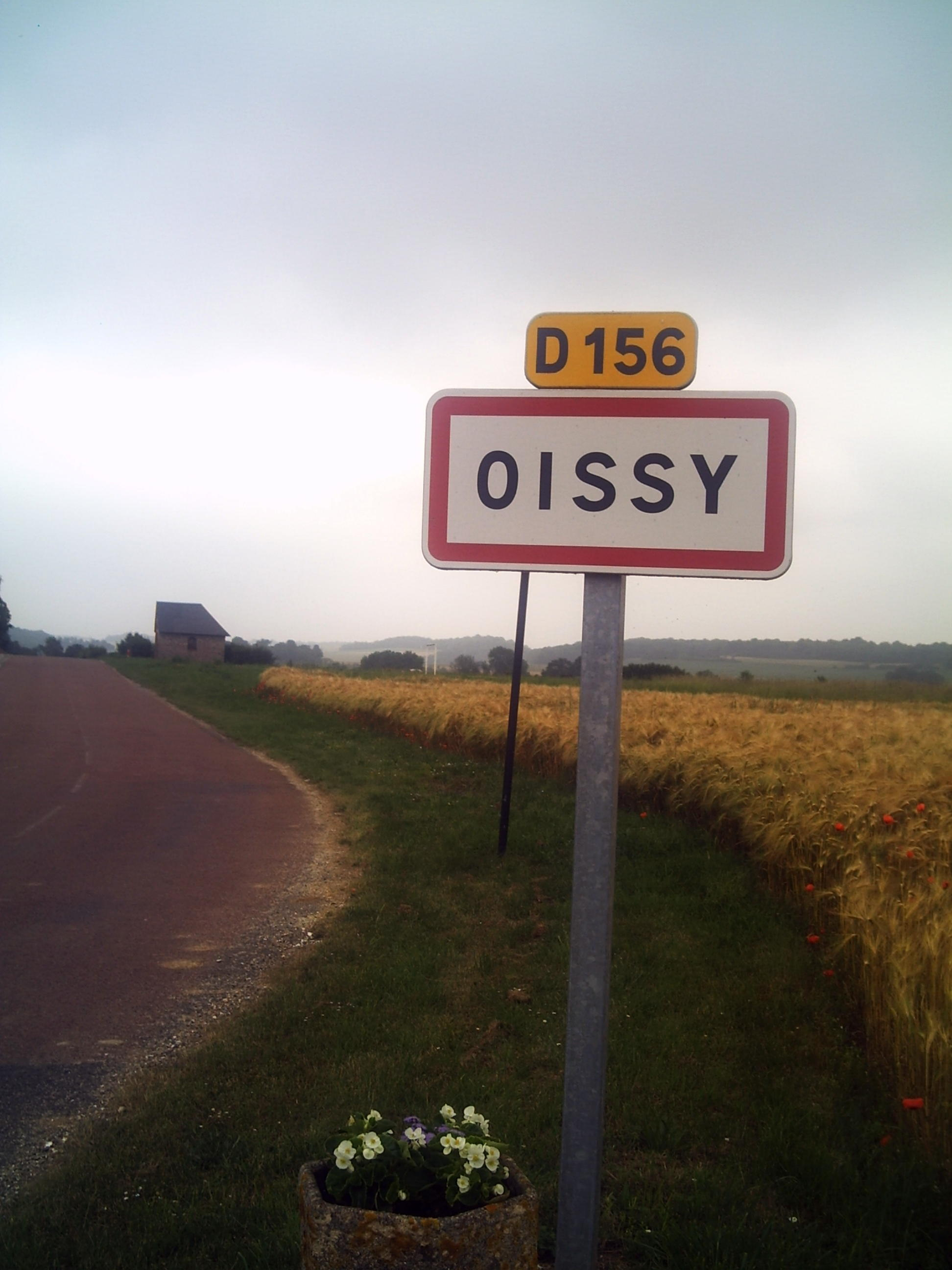
Entrée dans le village par la RD 156.

Oissy est une commune française située dans le département de la Somme, en région Hauts-de-France.

## Géographie

### Localisation
Oissy est un village picard de l'Amiénois.
À vol d'oiseau, la localité est située à 10 km au sud-est d'Airaines, 18 km à l'ouest d'Amiens et à 27 km au sud-est d'Abbeville.
Le territoire de la commune est limitrophe de ceux de cinq communes.  
Les communes limitrophes sont Bougainville, Briquemesnil-Floxicourt, Cavillon, Molliens-Dreuil et Riencourt.

### Hydrographie

#### Réseau hydrographique
La commune est située dans le bassin Artois-Picardie. Elle est drainée par la rivière du Saint-Landon.
Le Saint-Landon, d'une longueur de 13 km, prend sa source dans la commune de Molliens-Dreuil et se jette  dans la Somme canalisée à Hangest-sur-Somme, face à la commune de Bourdon, après avoir traversé sept communes.

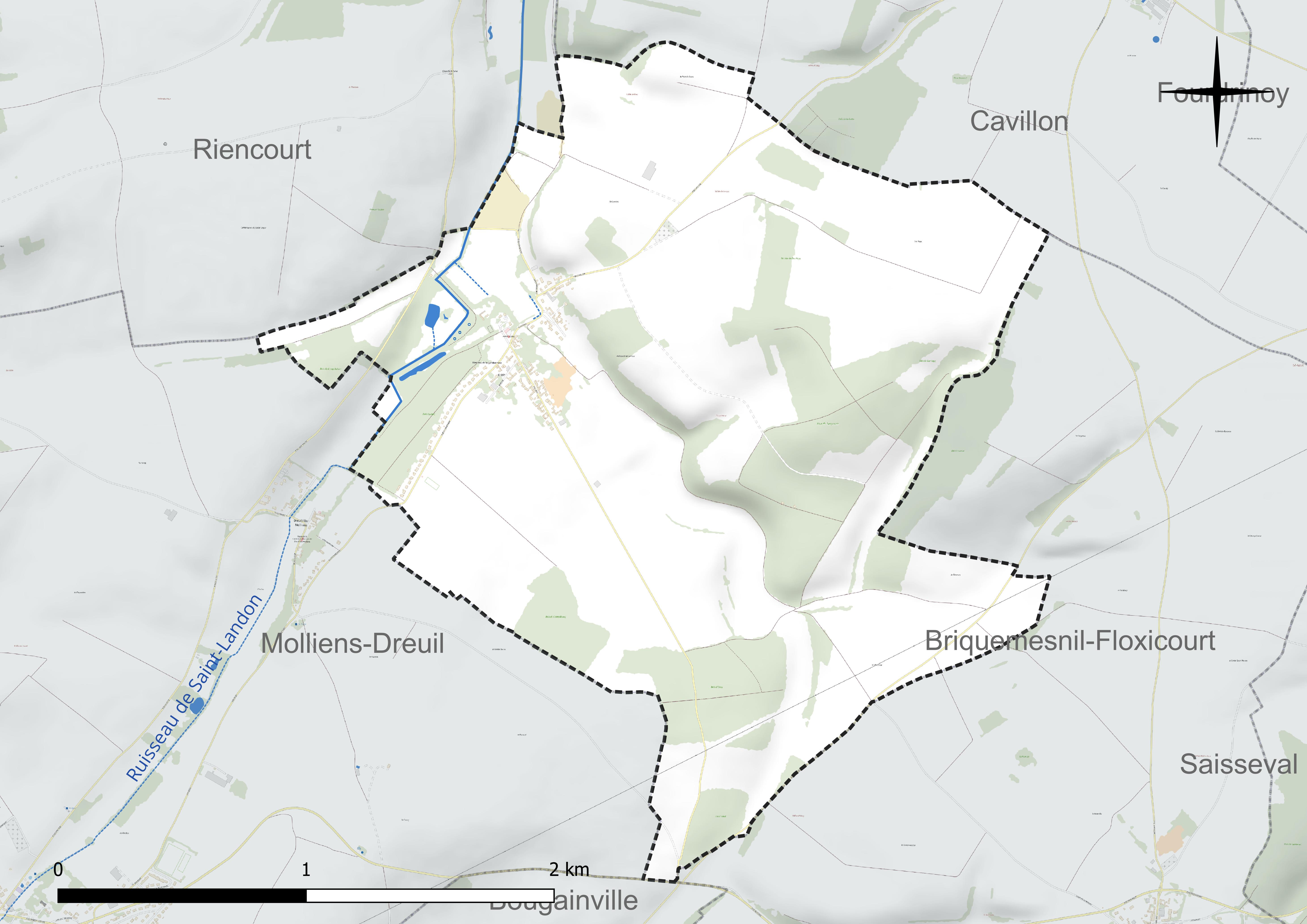
Réseau hydrographique d'Oissy.

#### Gestion et qualité des eaux
Le territoire communal est couvert par le schéma d'aménagement et de gestion des eaux (SAGE) « Somme aval et Cours d'eau côtiers ». Ce document de planification concerne un territoire de 1 835 km2 de superficie, délimité par le bassin versant de la Somme canalisée. Le périmètre a été arrêté le 29 avril 2010 et le SAGE proprement dit a été approuvé le 6 août 2019. La structure porteuse de l'élaboration et de la mise en œuvre est le syndicat mixte d'aménagement hydraulique du bassin versant de la Somme (AMEVA).
La qualité des cours d'eau peut être consultée sur un site dédié géré par les agences de l'eau et l'Agence française pour la biodiversité.

### Climat
Pour des articles plus généraux, voir Climat des Hauts-de-France et Climat de la Somme.
En 2010, le climat de la commune est de type climat océanique dégradé des plaines du Centre et du Nord, selon une étude du CNRS s'appuyant sur une série de données couvrant la période 1971-2000. En 2020, Météo-France publie une typologie des climats de la France métropolitaine dans laquelle la commune est exposée à un climat océanique et est dans la région climatique Côtes de la Manche orientale, caractérisée par un faible ensoleillement (1 550 h/an) ; forte humidité de l'air (plus de 20 h/jour avec humidité relative > 80 % en hiver), vents forts fréquents.
Pour la période 1971-2000, la température annuelle moyenne est de 10,6 °C, avec une amplitude thermique annuelle de 13,1 °C. Le cumul annuel moyen de précipitations est de 713 mm, avec 11,8 jours de précipitations en janvier et 8,2 jours en juillet. Pour la période 1991-2020, la température moyenne annuelle observée sur la station météorologique la plus proche, située sur la commune d'Oisemont à 21 km à vol d'oiseau, est de 11,1 °C et le cumul annuel moyen de précipitations est de 801,4 mm,. Pour l'avenir, les paramètres climatiques de la commune estimés pour 2050 selon différents scénarios d'émission de gaz à effet de serre sont consultables sur un site dédié publié par Météo-France en novembre 2022.

## Urbanisme

### Typologie
Au 1er janvier 2024, Oissy est catégorisée commune rurale à habitat dispersé, selon la nouvelle grille communale de densité à sept niveaux définie par l'Insee en 2022.
Elle est située hors unité urbaine. Par ailleurs la commune fait partie de l'aire d'attraction d'Amiens, dont elle est une commune de la couronne,. Cette aire, qui regroupe 369 communes, est catégorisée dans les aires de 200 000 à moins de 700 000 habitants,.

### Occupation des sols
L'occupation des sols de la commune, telle qu'elle ressort de la base de données européenne d'occupation biophysique des sols Corine Land Cover (CLC), est marquée par l'importance des territoires agricoles (77 % en 2018), une proportion identique à celle de 1990 (77 %). La répartition détaillée en 2018 est la suivante : 
terres arables (66,2 %), forêts (23 %), zones agricoles hétérogènes (10,9 %). L'évolution de l'occupation des sols de la commune et de ses infrastructures peut être observée sur les différentes représentations cartographiques du territoire : la carte de Cassini (XVIIIe siècle), la carte d'état-major (1820-1866) et les cartes ou photos aériennes de l'IGN pour la période actuelle (1950 à aujourd'hui).

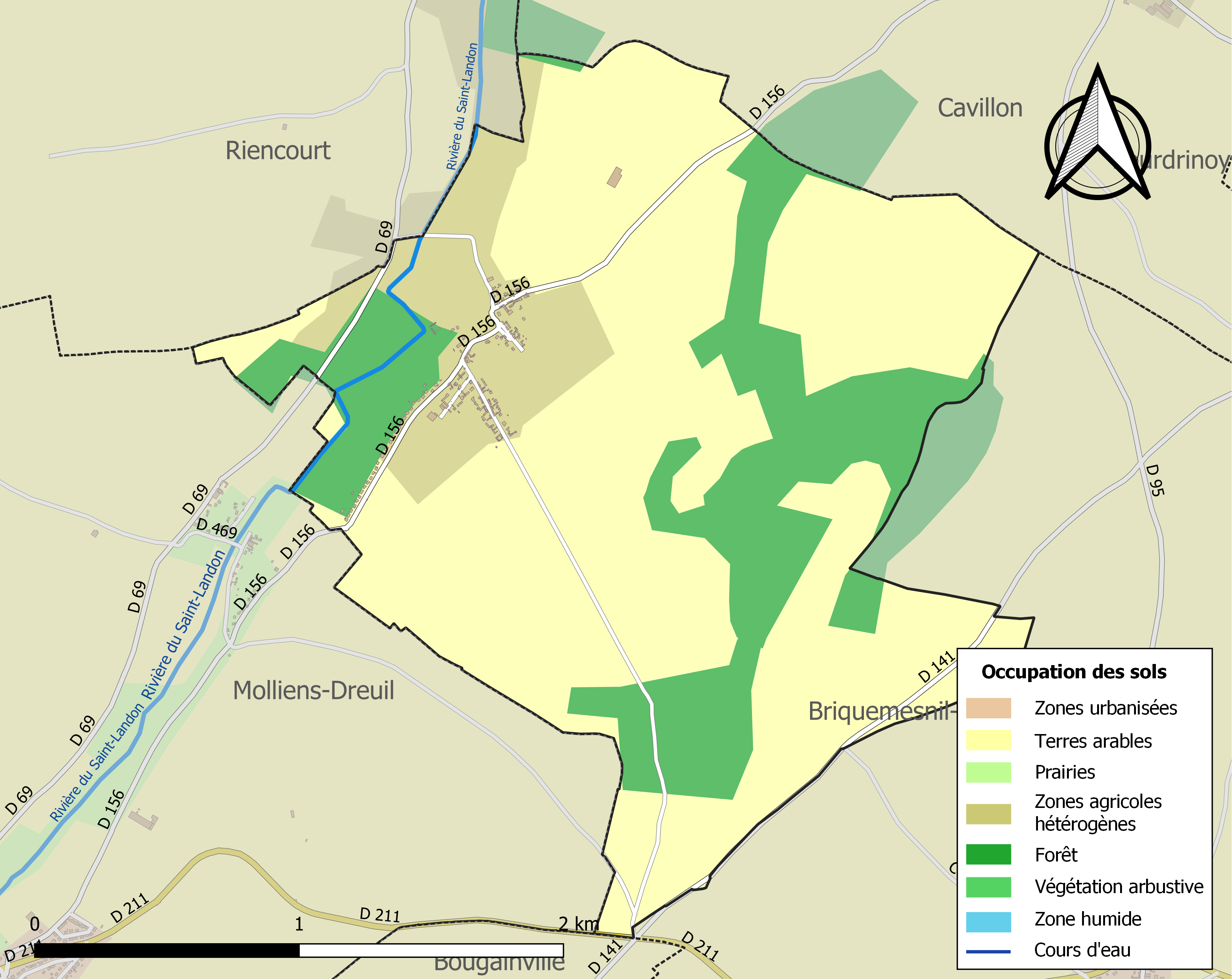
Carte des infrastructures et de l'occupation des sols de la commune en 2018 (CLC).

### Voies de communication et transports
La localité est desservie par la ligne d'autocars no 4 (Blangy-sur-Bresle - Amiens) du réseau Trans'80, Hauts-de-France, chaque jour de la semaine sauf le dimanche et les jours fériés.

## Toponymie
Le nom de la localité est attesté sous les formes Osci (1066) ; Oisci (1179) ; Oissiacum (1203) ; Oyssi (1301) ; Oissi (1301) ; Oissy (1648) ; Aussy (1710) ; Petit Aussi (1733) ; Petit Oissy (1757).

## Histoire
La famille Trudaine (ou De Trudaine) a possédé la seigneurie à partir de 1609.
Comme dans de nombreux villages environnants, les paysans ont tissé le chanvre jusqu'au XIXe siècle.

## Politique et administration

### Rattachements administratifs et électoraux
La commune se trouve dans l'arrondissement d'Amiens du département de la Somme. Pour l'élection des députés, elle fait partie depuis 2012 de la troisième circonscription de la Somme.
Elle faisait partie depuis 1793 du canton de Molliens-Dreuil. Dans le cadre du redécoupage cantonal de 2014 en France, la commune est intégrée au canton d'Ailly-sur-Somme.

### Intercommunalité
La commune était membre de la communauté de communes du Sud-Ouest Amiénois, créée en 2004.
Dans le cadre des dispositions de la loi portant nouvelle organisation territoriale de la République du 7 août 2015, qui prévoit que les établissements publics de coopération intercommunale (EPCI) à fiscalité propre doivent avoir un minimum de 15 000 habitants, la préfète de la Somme propose en octobre 2015 un projet de nouveau schéma départemental de coopération intercommunale (SDCI) qui prévoit la réduction de 28 à 16 du nombre des intercommunalités à fiscalité propre du département.
Ce projet prévoit la « fusion des communautés de communes du Sud-Ouest Amiénois, du Contynois et de la région d'Oisemont », le nouvel ensemble de 37 412 habitants regroupant 120 communes,. À la suite de l'avis favorable de la commission départementale de coopération intercommunale en janvier 2016, la préfecture sollicite l'avis formel des conseils municipaux et communautaires concernés en vue de la mise en œuvre de la fusion.
La communauté de communes Somme Sud-Ouest (CC2SO), dont est désormais membre la commune, est ainsi créée au 1er janvier 2017. Poix-de-Picardie en est le siège.

### Liste des maires
| Période                                  | Période                      | Identité            | Étiquette | Qualité                                                                                   |
| ---------------------------------------- | ---------------------------- | ------------------- | --------- | ----------------------------------------------------------------------------------------- |
| Les données manquantes sont à compléter. |                              |                     |           |                                                                                           |
| mars 2001                                | 2008                         | Thierry Langlet     |           | Universitaire-chercheur                                                                   |
| mars 2008                                | mars 2018                    | Jean-Claude Leclère |           | Militaire de carrière retraité Chevalier de l'ordre national du Mérite Décédé en fonction |
| juin 2018                                | En cours (au 8 octobre 2020) | Patrick Lépine      |           | Réélu pour le mandat 2020-2026                                                            |

## Population et société

### Démographie
L'évolution du nombre d'habitants est connue à travers les recensements de la population effectués dans la commune depuis 1793. Pour les communes de moins de 10 000 habitants, une enquête de recensement portant sur toute la population est réalisée tous les cinq ans, les populations de référence des années intermédiaires étant quant à elles estimées par interpolation ou extrapolation. Pour la commune, le premier recensement exhaustif entrant dans le cadre du nouveau dispositif a été réalisé en 2004.

En 2022, la commune comptait 207 habitants, en évolution de −8,41 % par rapport à 2016 (Somme : −1,26 %, France hors Mayotte : +2,11 %).
| 1793 | 1800 | 1806 | 1821 | 1831 | 1836 | 1841 | 1846 | 1851 |
| ---- | ---- | ---- | ---- | ---- | ---- | ---- | ---- | ---- |
| 200  | 259  | 308  | 340  | 350  | 371  | 355  | 338  | 337  |

| 1856 | 1861 | 1866 | 1872 | 1876 | 1881 | 1886 | 1891 | 1896 |
| ---- | ---- | ---- | ---- | ---- | ---- | ---- | ---- | ---- |
| 342  | 328  | 312  | 307  | 301  | 268  | 277  | 264  | 240  |

| 1901 | 1906 | 1911 | 1921 | 1926 | 1931 | 1936 | 1946 | 1954 |
| ---- | ---- | ---- | ---- | ---- | ---- | ---- | ---- | ---- |
| 232  | 198  | 190  | 157  | 146  | 137  | 133  | 132  | 131  |

| 1962 | 1968 | 1975 | 1982 | 1990 | 1999 | 2004 | 2006 | 2009 |
| ---- | ---- | ---- | ---- | ---- | ---- | ---- | ---- | ---- |
| 112  | 99   | 109  | 182  | 211  | 213  | 225  | 229  | 239  |

| 2014 | 2019 | 2022 | - | - | - | - | - | - |
| ---- | ---- | ---- | - | - | - | - | - | - |
| 232  | 212  | 207  | - | - | - | - | - | - |

### Enseignement
En matière d'enseignement primaire, la collectivité est associée dans un regroupement pédagogique intercommunal avec celles de Fourdrinoy et Cavillon[réf. nécessaire]. Le Sisco des Noisettes, syndicat intercommunal scolaire basé à Oissy, gère l'aspect financier de la structure.

### Vie locale
Depuis 1979, la commune compte un foyer socio-culturel.

## Culture locale et patrimoine

### Lieux et monuments
- Château, construit au XVIIIe siècle par François II Trudaine[35],[36].

Son entrée monumentale voisine l'église. Le château a été détruit par un incendie en 1946. Il n'en subsiste que les murs du rez-de-chaussée ainsi que son parc avec un canal entouré d'arbres.
- Église Saint-Martin.

Avec son clocher appareillé de brique et pierre, elle est vouée à saint Martin.
- Chapelle Notre-Dame-du-Bon-Secours, sur la route de Cavillon à Molliens-Dreuil. Elle date de 1863, avec une rénovation importante au début des années 1990[37].

Toute en brique, elle a été restaurée en préservant ses ouvertures romanes.

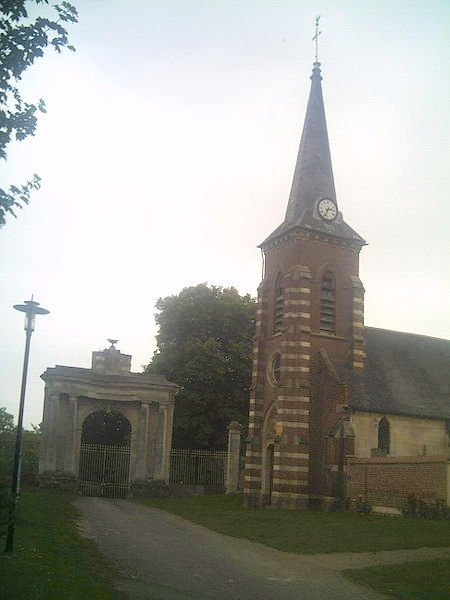
L'église devant l'entrée du château.
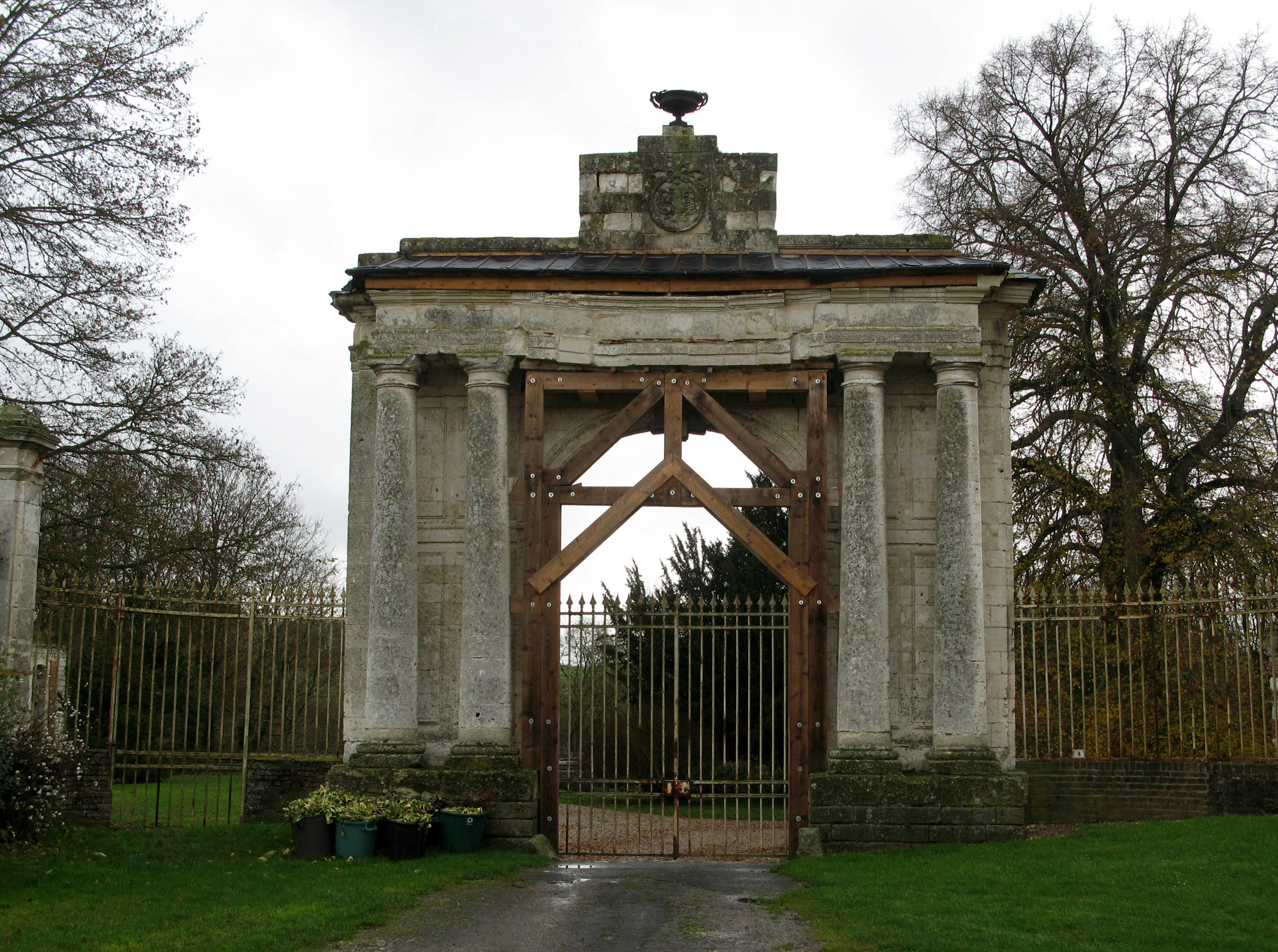
L'entrée du château.
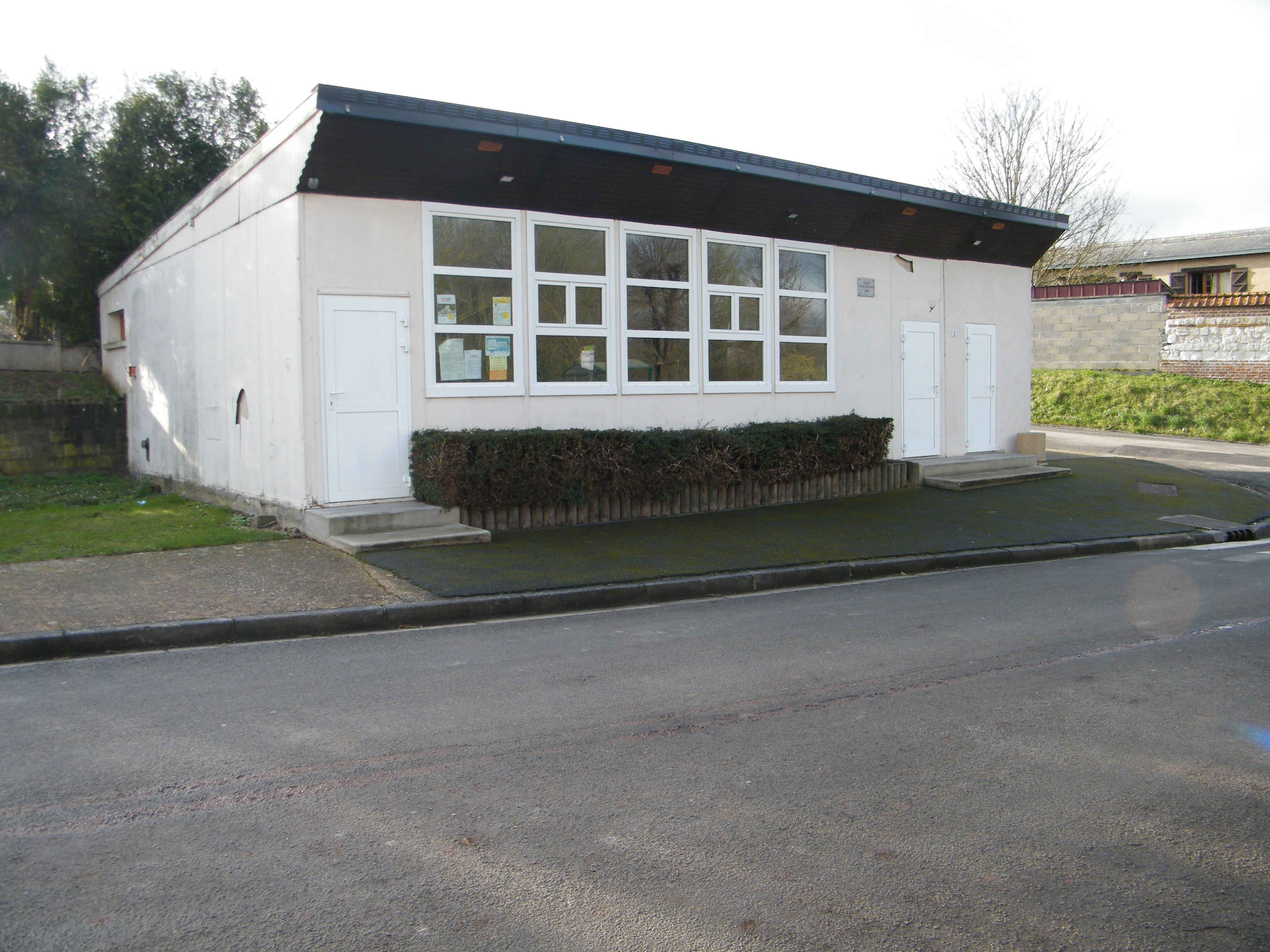
La salle communale.
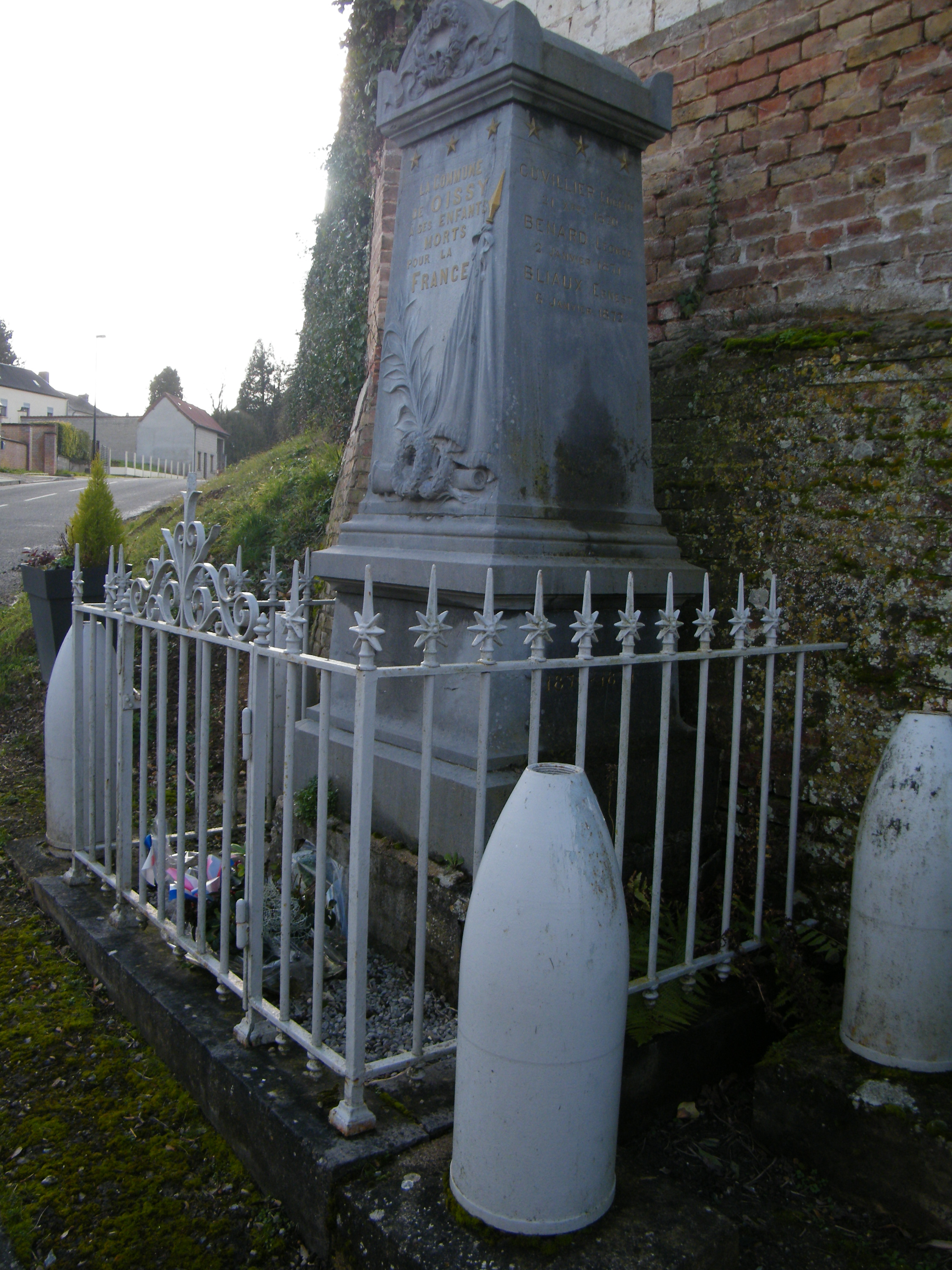
Le monument aux morts.
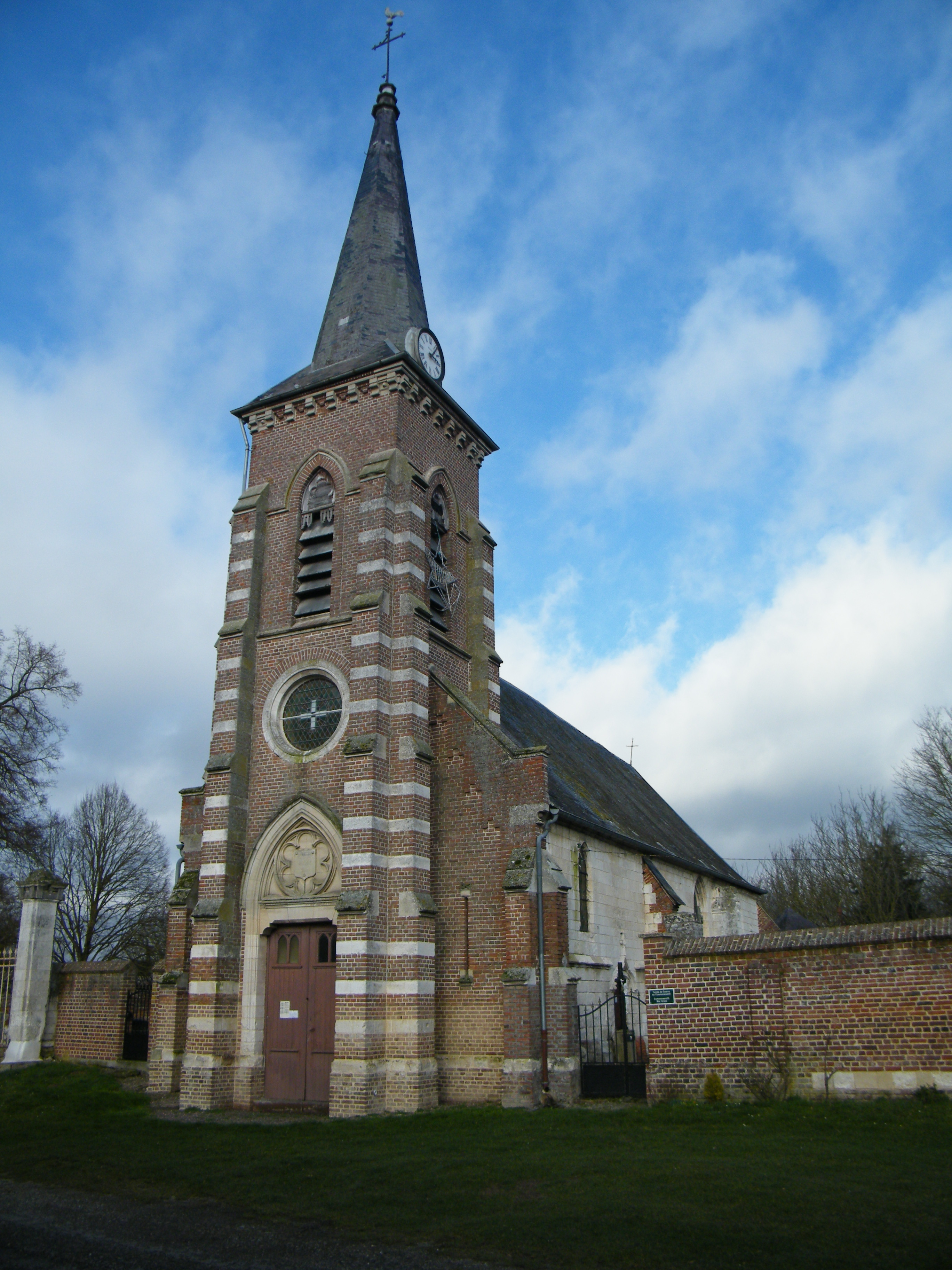
L'église.

### Héraldique
| Blason de Oissy | Blason  | D'azur à trois daims saillants d'or ; au comble cousu de gueules* chargé de l'inscription « OISSY » d'or, accostée à dextre d'une navette de tisserand posée en barre et à senestre d'un épi de blé, le tout du même.                       |
| Blason de Oissy | Détails | * Ces armes emploient le terme « cousu » dans le seul but de contrevenir à la règle de contrariété des couleurs : elles sont fautives (gueules sur azur). Inspiré des armes parlantes de la famille (de) Trudaine, ancien seigneur du lieu. |